# Liste der Menhire in Nordrhein-Westfalen
Die Liste der Menhire in Nordrhein-Westfalen umfasst alle bekannten Menhire auf dem Gebiet des heutigen Bundeslandes Nordrhein-Westfalen.

## Liste der Menhire
- Menhir: Nennt die Bezeichnung des Menhirs sowie gebräuchliche Alternativbezeichnungen
- Ort: Nennt die Gemeinde und ggf. den Ortsteil, in dem sich der Menhir befindet.
- Kreis: Nennt den Kreis, dem die Gemeinde angehört. BO: Bochum; D: Düsseldorf; PB: Kreis Paderborn
- Typ: Unterscheidung verschiedener Untertypen:[1]
  - Menhir: ein einzeln stehender, unverzierter und nicht mit einem Grab verbundener Stein
  - Rillenstein: ein aufgerichteter Stein mit Rillenverzierung

| Menhir                                          | Ort                         | Kreis | Typ         | Anmerkungen                                       | Bild                                  |
| ----------------------------------------------- | --------------------------- | ----- | ----------- | ------------------------------------------------- | ------------------------------------- |
| Menhir von Dahlhausen („Horkenstein“)           | Bochum, OT Dahlhausen       | BO    | Rillenstein | Umgesetzt nach Hattingen                          | Horkenstein von Dahlhausen            |
| Menhir von Kaiserswerth                         | Düsseldorf, OT Kaiserswerth | D     | Menhir      |                                                   | Menhir von Kaiserswerth               |
| Menhir von Kleinenberg („Bülheimer Großmutter“) | Lichtenau, OT Kleinenberg   | PB    | Menhir      | in christlicher Zeit wurde ein Kreuz eingemeißelt | Bühlheimer Großmutter von Kleinenberg |